# Artchitecture
Artchitecture – polska firma architektoniczna z Warszawy. Założona w 2003 r. przez brytyjskiego architekta, Marka Kubaczkę. Pracownia znana m.in. ze współpracy ze studiem Daniela Libeskinda przy apartamentowcu Złota 44. 
Zwycięzca konkursu architektonicznego „Brama Mazur” w 2009 r. W 2016 r. biuro RS Architektura Krajobrazu dokooptowało Artchitecture do współpracy nad projektem Bulwarów nad Wisłą, który został wyróżniony Nagrodą Architektoniczną Prezydenta m.st. Warszawy 2016 w kategorii: Przestrzeń publicznie dostępna.